# 宮崎茂三郎
宮崎 茂三郎（みやざき もさぶろう、1892年（明治25年）11月18日 - 1972年（昭和47年）6月28日）は、日本の剣道家。大日本武徳会剣道範士。武道専門学校教授。
身長5尺9寸、体重25貫の大柄な体格であり、200匁以上の竹刀を使用した。左上段からの強烈な横面は「弾丸」といわれ恐れられた。

## 経歴
三重県津市に生まれる。少年の頃から剣道を修練し、1909年（明治42年）、大日本武徳会内藤高治の内弟子となる。
1912年（明治45年）、大日本武徳会講習所を卒業。その後武道専門学校教授に就任。
1929年（昭和4年）、御大礼記念天覧武道大会指定選士の部に出場。リーグ戦で志賀矩、檜山義質を破ったが、堀正平に敗れ、リーグ敗退。
1934年（昭和9年）、皇太子殿下御誕生奉祝天覧武道大会指定選士の部に出場。リーグ戦で千頭直之、近藤知善、菅原融を破ったが、準決勝で白土留彦に敗退。
1939年（昭和14年）、剣道範士に昇進。
1940年（昭和15年）、紀元二千六百年奉祝天覧武道大会特選試合に出場。銃剣術範士伊藤精司との異種試合を披露した。